# Eunereis longissima
Eunereis longissima är en ringmaskart som beskrevs av Johnston 1840. Eunereis longissima ingår i släktet Eunereis och familjen Nereididae. Arten är reproducerande i Sverige. Inga underarter finns listade i Catalogue of Life.

## Bildgalleri

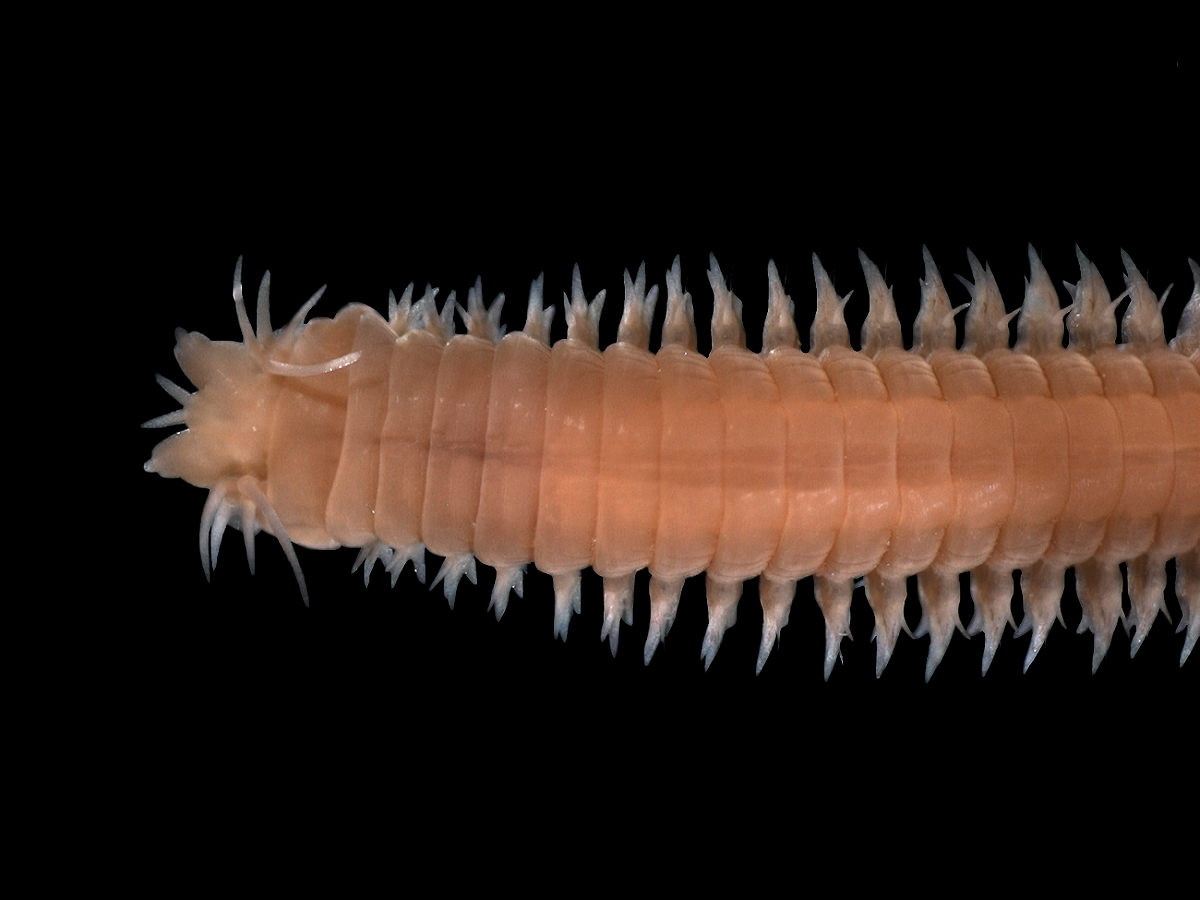